# Grünebach

Ausschnitt aus dem bearbeiteten Urkataster von 1831

Grünebach ist eine Ortsgemeinde im Landkreis Altenkirchen (Westerwald) im nördlichen Teil von Rheinland-Pfalz. Sie gehört der Verbandsgemeinde Betzdorf-Gebhardshain an.

## Geographie
Grünebach liegt in der nördlichen Spitze von Rheinland-Pfalz. Zwischen Betzdorf an der Sieg und Herdorf an der Heller, einem Zufluss der Sieg, gelegen, gehört Grünebach zum Randbereich des Siegerlands.

## Geschichte
Der Siedlungsbeginn in Grünebach ist nicht näher zu bestimmen. Unter den frühkeltischen Verhüttungsplätzen des 6. / 5. Jh. v. Chr. rund um Herdorf/Sieg werden 1952 von Heribert und Otto Kipping in Grünebach mit „Hohlgrünebach“, „Obere Hohlgrünebach“ und „Seifen rechts von Hohlgrünebach“ drei Fundstellen genannt (Westfälisches Wirtschaftsarchiv Dortmund, Bestand F65 Nr. 109). Im Jahre 2012 wurden „auf der Müllert“ die Grundrisse von 2 historischen Langhäusern entdeckt, wovon eines etwa 60 Meter in der Länge und 6 Meter in der Breite misst.
Woher der Name „Grünebach“ stammt, ist ebenfalls nicht eindeutig zu klären. Die in einer Festschrift des MGV Grünebach erstmals vertretene und mehrfach von dort übernommene Meinung, Grünebach sei nach dem kleinen Bach „Hohlgrünebach“ (umgangssprachlich „Seifen“), der in Grünebach in die Heller mündet, benannt worden, ist nicht begründbar. Im Urkataster von Grünebach aus dem Jahr 1831 wird der Hohlgrünebach einfach nur als „Bach“ ohne jeden Namen eingetragen. Der Bach wurde also später nach dem Dorf benannt und nicht umgekehrt. Die Bezeichnung „Grünbach“ könnte eventuell auf eine alte Richtstätte hindeuten.
Im saynischen Mannbuch wird im Jahr 1475 der Name Gronenbach erwähnt. Der Schöffe Michel zu Grünebach hat 1576 die Freusburger gräfliche Kanzlei bewegen können, „der unsrigen Gemein die Läutung der Dorfglocke zu verstatten“. Das Dorfglöckchen hing auf dem Hirtenhaus, das 1704 abgerissen wurde. Im Jahr 1746 wurde das Läuterecht schriftlich festgelegt und 1749 vom Amt Freusburg als Glockenbrief anerkannt und besiegelt.
Das Dorfglöckchen läutete morgens um 6 Uhr, um 12 Uhr zum Mittagsgebet „Engel des Herrn“ sowie abends um 18 Uhr und ließ die Menschen innehalten. Dies hat die Grünebacher besonders geprägt: seit 2007 beinhaltet das Grünebacher Wappen als Hauptkomponente ein überdimensional großes Dorfglöckchen. Im Jahre 2015 wurde unter Federführung von Altbürgermeister Siegfried Eicher der neue Glockenturm über dem Bendersplatz errichtet.

am 1. Mai 2015 wurde der neue Grünebacher Glockenturm eingeweiht – links das Geburtshaus des weltbekannten Architekturfotografen Édouard Baldus

Grünebach gehörte zur Grafschaft Sayn-Altenkirchen. Durch die neue, am Hellerbach gelegene Eisenhütte, in der Spezialeisen bis in die 1960er Jahre hergestellt wurde, war Grünebach auch über die Region hinaus bekannt. In Grünebach wurde die Heller gestaut, damit der Hütte das zur Eisengewinnung benötigte Wasser über den „Hüttengraben“ zugeführt werden konnte. Man geht davon aus, dass die „neue“ Grünebacher Hütte nach 1607 gegründet wurde. 1741 wurde diese neue Hütte aus herrschaftlichem Besitz verkauft.
Laut Urkataster war die Grünebacher Hütte („Eisenhütte mit Hammerwerk“) 1861 im Besitz von Johann Peter Euteneuer († 20. Juni 1876) & Consorten; der Schwiegervater von Johann Peter Euteneuer, sein Sohn sowie ein Enkel hießen jeweils „Christian“. Die noch heute bestehende, am Daadebach gelegene, Grünebacher Flurbezeichnung „alte Hütte“ zeugt von einer noch älteren Hüttentradition. Es wird angenommen, dass die alte Hütte vor 1478 angelegt wurde.
Die Grünebacher Hütte florierte bis kurz nach dem Zweiten Weltkrieg als Produzent von Spezialeisen. Danach begann im Siegerland das Bergwerk- und Hüttensterben. So wurde auch die Grünebacher Hütte im Jahre 1963 geschlossen. Der historische Hochofen mit Raugemäuer wurde damals unter Denkmalschutz gestellt und kann noch heute auf dem ehemaligen Hüttengelände besichtigt werden.
Zu Grünebach waren im 19. Jahrhundert das Schulzimmer und die Hirtenwohnung unter einem Dach. Die Grünebacher Schüler wurden 1883 monatlich abwechselnd zu Grünebach und zu Sassenroth unterrichtet. Die beiden Schulzimmer lagen rund 1,5 km auseinander.
Das Schulzimmer in Grünebach, in dem am 27. November 1883 laut Kreisschulinspektor Schwindt zusammen mit den Sassenrother Kindern 86 Schüler unterrichtet wurden, war nur 35,4 m² groß. (Das Sassenrother Schulzimmer, wo der Unterricht im monatlichen Wechsel mit Grünebach stattfand, war immerhin 44 m² groß.) Wegen der beengten Verhältnisse sowie aus anderen Gründen wurde 1893 in Grünebach eine neue Schule gebaut.

Dankesurkunde von Pfr. Fuhrmann aus Betzdorf

Während der Zeit des Nationalsozialismus wurde das Kreuz auch aus dem Grünebacher Klassenzimmer entfernt. Daraufhin drehten sich die Schüler auf Anweisung des Lehrers beim morgendlichen Gebet zur Straße hin, denn in einem Garten auf der gegenüberliegenden Straßenseite stand ein weiteres Kreuz. Das Schulkreuz soll bis Kriegsende im Haus Weber am Ortseingang versteckt gewesen sein. Bis zum heutigen Tag hängt es wieder an seinem alten Ort im ehemaligen Klassenzimmer. Während der Zeit des Nationalsozialismus kam Pfr. Ignaz Fuhrmann aus Betzdorf regelmäßig zu Fuß nach Grünebach, um in einem Privathaus – in der Schule war religiöse Unterrichtung bekanntlich verboten – katholischen Religionsunterricht zu erteilen. Nach dem Krieg bedankte sich Pfr. Fuhrmann in einer Urkunde mit den Worten: „In schwerster Zeit, da das Kreuz und der Kath. Priester aus unseren Schulen verbannt waren, bot Familie Alfons Euteneuer, Grünebach, den Kindern der Gemeinde Grünebach ein Heim für die Seelsorgestunden, die in diesem Raume von April 1938 – Mai 1945 gehalten wurden.“
Das Schulgebäude wird inzwischen von der Freiwilligen Feuerwehr genutzt, die aus rund 20 aktiven Kameraden besteht.
Wirtschaftlich waren über Jahrhunderte die für das Siegerland typischen „Hauberge“ mit der gemeinschaftlichen Waldnutzung von großer Bedeutung. Der den Ort umgebende Laubwald (Hauberg, hauptsächlich bestehend aus Birke, Buche und Eiche) wurde zur Brennholzgewinnung in 23-Jahre-Zyklen parzellenweise komplett abgeholzt. Im Laufe von 23 Jahren konnte sich die Parzelle jeweils regenerieren. Zur Bewirtschaftung schlossen sich die Bürger zu Haubergsgenossenschaften zusammen, die heute noch bestehen, beispielsweise die „Haubergsgenossenschaft Grünebach/Sassenroth“, „Wald“, „Imhäuser Hauberg“ (auf der Weißen Lay) oder „Hofberg“ (Richtung Sassenroth). Nach dem Holzeinschlag durften die Haubergsgenossen für ein Jahr Getreide auf den Waldflächen aussäen und ernten. In den entstandenen Lichtungen wuchs in den Folgejahren besonders stark der Gamander, der den Imkern des Dorfes die Honigtöpfe füllte.
Der im Siegerland betriebene Erzbergbau war in Grünebach nicht erfolgreich. Mehrere Stollen auf der Grünebacher Gemarkung zeugen von vergeblichen Mühen, Eisenerz oder Schiefer (Siegfried-Stollen in der Talstraße) abzubauen.
Bis in die Nachkriegszeit wurde in Grünebach an drei Stellen im „Backes“ Brot gebacken: Im Unterdorf im Backes am Backespädchen, in einem Backes an der heutigen Friedhofstraße sowie in einem Backes hinter Meyers Werners Haus.
Im Krieg hungerte man nicht. Nach Kriegsende 1945 während der amerikanischen und später französischen Besatzung, so erzählen die alten Grünebacher, gab es jedoch Mangel an Nahrungsmitteln. In dieser Zeit fuhren junge Grünebacher Männer und Frauen zum „Hamstern“ von Lebensmitteln ins Hessenland (z. B. nach Treysa bei Marburg), wo die Landwirte noch über Reserven verfügten.
Der Dorfbach Heller hat ein Einzugsgebiet von über 200 km², was wiederum häufig zur Folge hatte, dass der Bach bei anhaltendem Regen sehr schnell stark ansteigen und über die Ufer treten konnte. „In den Weiden“ an der Bahnunterführung befindet sich eine in Stein gemeißelte Markierung des Hochwassers vom 24. November 1890, die erahnen lässt, dass damals weite Teile des Dorfs überschwemmt waren. Für die alten Grünebacher war das Hochwasser wegen der Zerstörungen schlimmer als Feuersbrunst. Feuer konnte man löschen, gegen Hochwasser war „kein Kraut gewachsen“.
Bevölkerungsentwicklung

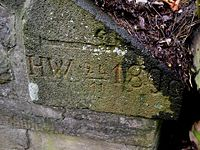
In Stein gemeißelte Markierung des Hochwassers vom 24. November 1890

Stolleneingang – hier wurde nach Schiefer gesucht

Die Entwicklung der Einwohnerzahl von Grünebach, die Werte von 1871 bis 1987 beruhen auf Volkszählungen:
| Jahr | Einwohner |
| 1815 | 117       |
| 1835 | 120       |
| 1871 | 202       |
| 1905 | 271       |
| 1939 | 304       |
| 1950 | 395       |

| Jahr | Einwohner |
| 1961 | 395       |
| 1970 | 514       |
| 1987 | 526       |
| 1997 | 605       |
| 2005 | 560       |
| 2023 | 501       |

## Politik

### Gemeinderat
Der Gemeinderat in Grünebach besteht aus zwölf Ratsmitgliedern, die bei der Kommunalwahl am 9. Juni 2024 in einer Mehrheitswahl gewählt wurden, und dem ehrenamtlichen Ortsbürgermeister als Vorsitzendem.

### Bürgermeister
Ortsbürgermeister von Grünebach ist Mike Pfeifer. Bei der Direktwahl am 26. Mai 2019 wurde er mit einem Stimmenanteil von 92,88 % und am 9. Juni 2024 als einziger Bewerber mit 92,8 % für jeweils fünf Jahre wiedergewählt.

## Kultur und Sehenswürdigkeiten

### Ortsvereine
- Ältester Grünebacher Verein ist der MGV Grünebach, gegr. 1879.
- Grünebacher Gesellen und Jungmänner gründeten 1950 die Kolpingsfamilie, die Mitglied im internationalen Kolpingwerk ist. Mitte der 1970er Jahre wurde die Abteilung Jungkolping gegründet, die mit ihrer Gruppenarbeit einen wesentlichen Beitrag zur Jugendarbeit in Grünebach leistete. Heute sind 45 Grünebacher im Sinne von Adolph Kolping aktiv.
- Im Jahre 1976 wurde der Fußballsportverein 1. FC Grünebach gegründet, der sich 2013 die Meisterschaft in der Kreisliga C sichern konnte.
- In den 1980er Jahren gründete sich der Motorclub „MC Grünebach“, dem mittlerweile über 150 Mitglieder angehören. Neben Motorsport gehören verschiedene Freizeitaktivitäten zum Programm.
- KFD – Katholische Frauengemeinschaft Deutschlands. Die Frauen organisieren den Frauenkaffee (früher: „Mütterkaffee“) in der Karnevalszeit und führen im Herbst Theaterstücke auf.

### Dialekt
Ein Beispiel für das original Grünebacher „Platt“-deutsch ist die Frage „Dä dä dat da du?“, wobei die Vokale und Umlaute ganz kurz und prägnant betont werden. Die Grünebacher Kinder sollten, als der Straßenverkehr immer stärker zunahm, nicht auf die „Schussi“ (= Chaussee/Straße, Betonung auf dem „u“) gehen.
Dass die Grünebacher ihren Dialekt schätzen, zeigt sich darin, dass der frühere Hauptweg des Dorfes, der sogenannte „Fuhrweg“, 2016 amtlich in „Fuhrwääch“ umbenannt wurde.

### Alte Familiennamen
Im Dorf gibt es einige alteingesessene Familien, die auch einen Hausnamen führen. So z. B.:
- Bender Rita → Hausname „Growener Rita“;
- Bender Theo → Hausname „Wiëts Theo“;
- Euteneuer Rudolf → Hausname „Christians Rudolf“;
- Fischbach Heinz oder Theo → Hausname „Ströresch Heinz od. Theo“;
- Heukäufer Karl → Hausname „Liss“;
- Heukäufer Rudolf → Hausname „Friedlins Rudolf“;
- Imhäuser Theo → Hausname „Weins Theo“;
- Lück Albert → Hausname „Link“
- Mockenhaupt Ignaz → Hausname „Waas“;
- Schmitt Lothar → Hausname „Schmiddefritz Lothar“;
- … → Hausname „Stüwersch“

### Brauchtum
- Osterfeuer: Am Karsamstag wird zu Beginn der Osternacht „auf der Minäu“ ein großes Feuer abgebrannt.
- Kläppern: In der Zeit von Gründonnerstag bis Ostern läutet in der Passionszeit die Dorfglocke nicht. Man sagt, in dieser Zeit seien die Glocken „nach Rom geflogen“. Als Ersatz gehen die Kinder und Jugendlichen um 7 Uhr, um 12 Uhr sowie abends um 18 Uhr kläppernd durchs Dorf. Am Karsamstag ziehen sie mittags von Haus zu Haus und erhalten eine Belohnung für ihren Dienst.
- Martinsfeuer
- Totengebet: Wenn ein Einwohner der Gemeinde stirbt, treffen sich Bürger zum gemeinsamen Gebet für den Toten im Gemeindesaal im Bürgerhaus.

## Verkehr und Wirtschaft

### Straßenverkehr
Die Gemeinde ist über die A 45 sowie die B 62 zu erreichen.

### Schienenverkehr
In der Gemeinde befindet sich der Bedarfshaltepunkt Grünebach Ort an der Bahnstrecke Betzdorf–Haiger, von dem unter der Liniennummer RB 96 nach dem Rheinland-Pfalz-Takt täglich Züge im Stundentakt verkehren.
| Linie | Verlauf | Takt                                                           |
| ----- | --- | -------------------------------------------------------------- |
| RB96  | Hellertal-Bahn: Betzdorf (Sieg) – Grünebacherhütte – Grünebach Ort – Sassenroth – Königstollen – Herdorf – Struthütten – Altenseelbach – Neunkirchen (Kr Siegen) – Wahlbach (Kr Siegen) – Burbach (Kr Siegen) – Würgendorf (Ort) – Würgendorf – Holzhausen (Kr Siegen) – Niederdresselndorf – Allendorf (Dillkr) – Haiger Obertor – Haiger – Sechshelden – Dillenburg Stand: Fahrplanwechsel Dezember 2021 | 60 min (Betzdorf–Neunkirchen) 120 min (Neunkirchen–Dillenburg) |

### Verkehrsgeschichte
Ende des vergangenen Jahrhunderts sollte durch die Gemarkung Grünebach eine weit ausschweifende Straße als Umgehung für die Stadt Betzdorf gebaut werden. Zur Entscheidungsfindung bezüglich der Trassenführung wurde um 1980 ein detailliertes Modell angefertigt, dessen Qualität so hochwertig war, dass es heute im Deutschen Straßenmuseum zu Germersheim/Rhein zu sehen ist. Die Umgehung wurde aus Natur- und Umweltschutzgründen, darunter wegen Vorkommen des Haselhuhns und eines europaweit geschützten bläulichen Schmetterlings, schließlich nicht gebaut.

## Söhne und Töchter der Gemeinde
- Édouard Baldus (1813–1889), deutsch-französischer Architekturfotograf[6]
- Gerlach Ermert (* 20. September 1657 zu Grünebach; † 18. Dezember 1716 in Grünebach, beerdigt in Kirchen), 1686 in Trier zum kath. Priester geweiht, kaiserlicher Notar und Theologe. Er wurde als eines von vier Kindern der Eheleute Anton und Veronica Ermert geboren. Die Grünebacher Linie der Sippe Ermert war begütert. Anton Ermert war in der Lage, seinem Sohn Gerlach „mit völliger Haushaltung, zwölf beladenen Karren Mobilien, einem Pferd, zehn Stück Rindvieh, einem Schwein, Früchten, Büchern und ziemlicher Barschaft“ auszustatten.[7][8]

Aus Grünebach stammen drei katholische Heimatmissionare:
- Pater Vinzenz Euteneuer MSF war in São Francisco im Bundesstaat Minas Gerais (Brasilien) als Missionar tätig.[9]
- Pater Leo Schmitt SvD, Steyler Missionare, war Missionar in Manila auf den Philippinen[10] und
- Schwester Virgula (Maria) Schmitt SSpS auf der Insel Flores in Indonesien.[11]

Alle drei wurden in Grünebach geboren. Sie genießen in ihren ehemaligen Tätigkeitsbereichen auch über ihren Tod hinaus ein sehr hohes Ansehen.